# Densill Theobald
Densill Theobald (ur. 27 czerwca 1982 w Port-of-Spain), piłkarz pochodzący z Trynidadu i Tobago, grający na pozycji pomocnika.
Theobald zaczynał karierę w małym klubie z Trynidadu o nazwie Jean Lillywhite Coaching School. W latach 2000–2001 grał już w kanadyjskiej drużynie Toronto Olympians. Potem wrócił na Trynidad by grać w zespole Joe Public a następnie w Caledonia AIA Fire (obecnie zwanym Arima Morvant Fire). W letnim oknie transferowym w 2005 roku Theobald trafił do Szkocji dzięki rekomendacji kolegi z reprezentacji, Russella Latapy. Podpisał wówczas kontrakt z drużyną Scottish Premier League, Falkirk FC. W 2006 roku wrócił do ojczyzny do Caledonia AIA, a od 2007 roku jest piłkarzem węgierskiego Újpest FC.
W reprezentacji Trynidadu i Tobago Theobald debiutował 25 lipca 2002 roku w zremisowanym 0:0 meczu z reprezentacją Barbadosu. Theobald, pomimo młodego wieku, rozegrał już blisko 40 meczów w reprezentacji. Fakt, że Densill nie grał w lidze szkockiej, nie zraził selekcjonera Socca Warriors Leo Beenhakkera, który powołał Theobalda do kadry na Mistrzostwa Świata w Niemczech. W pierwszym meczu z reprezentacją Szwecji Theobald, grając 66 minut, przyczynił się do historycznego remisu 0:0 w debiucie Trynidadu i Tobago w historii Mistrzostw Świata.